# إدوار بيرنكوب
إدوار بيرنكوبف (بالألمانية: Eduard Pernkopf) هو أستاذ تشريح نمساوي من مواليد سنة 1888، تولى في وقت لاحق منصب عميد بجامعة فيينا.
اشتهر بيرنكوبف بفضل مجلداته السبع أطلس التشريح، Topographische Anatomie des Menschen (أطلس التشريح البشري الطوبوغرافي والتطبيقي؛ وغالبا ما باسم أطلس بيرنكوبف أو ببساطة بيرنكوبف)، التي أعدها بيرنكوبف رفقة أربعة فنانين واستغرق ما يقرب من 20 عاما لإكمالها. تعتبر هذه المجلدات بمثابة تحفة علمية وفنية،  تتوفر على العديد من اللوحات الملونة التي أعيد طباعتها في منشورات وكتيبات أخرى،

## النشأة
ولد بيرنكوبف في 24 نوفمبر 1888 ببلدة رابوتنستين في النمسا السفلى، بالقرب من الحدود مع بافاريا. كان بيرنكوبف هو الأصغر من بين إخوته الثلاثة، كان يفكر في مهنة تتعلق بالموسيقى. غير أن وفاة والده الذي كان طبيب البلدة في سنة 1903 قادته إلى متابعة الطب بدلا من ذلك، بعد ان عانت اسرته من صعوبات كبيرة نتيجة لوفاة والده.
بدأ بيرنكوبف دراساته بمدرسة الطب لجامعة فيينا في سنة 1907. خلال فترة وجوده هناك، أصبح عضوا في الأخوة الطلابية الأكاديمية في ألمانيا.وهي مجموعة طلابية مع خلال فترة وجوده أصبح عضوا في الأخوة الطلابية الأكاديمية في ألمانيا، وهي مجموعة طلابية تعتقد بالقومية الألمانية. بينما كان طالبا، عمل بيرنكوبف تحت إشراف فرديناند هوكستيتر، مدير معهد التشريح بالجامعة، أصبح هوكستيتر معلمه وأحد أكثر المأثرين فيه. في سنة 1912، تخرج أخيرا وحصل على شهادة الطب. 
على مدى السنوات الثماني اللاحقة عمل بيرنكوبف كمدرس للتشريح بمؤسسات مختلفة في النمسا. كما خدم في الجيش كطبيب لمدة عام خلال الحرب العالمية الأولى. بحلول سنة 1920، عاد إلى فيينا للعمل كواحد من مساعدي هوكستيتر، محاضرا لطلاب السنة الأولى والثانية حول الجهاز العصبي المحيطي والجهاز الدوراني. 

## الحياة المهنية والنشاط السياسي
في فيينا تدرج بيرنكوبف بسرعة في صفوف الأكاديمية. في سنة 1926، حصل على لقب أستاذ مشارك، بعد عامين من ذلك تمت ترقيته إلى درجة أستاذ.
في سنة 1933، انضم بيرنكوبف إلى التنظيم الأجنبي للحزب النازي في العام التالي أصبح عضوا في كتيبة العاصفة (SA).في سنة 1938 تمت ترقيته مرة أخرى، وليصبح عميدا لكلية الطب. تزامن ذلك مع العملية العسكرية "آنشلوس"، التي تم بموجبها ضم النمسا إلى ألمانيا الكبرى على يد حكومة ألمانيا النازية.
في موقعه الجديد، وفي بيئة سياسية مواتية، ادخل بيرنكوبف معتقداته النازية في عمله. وطالب هيأة تدريس كلية الطب بإعلان انتمائهم العرقي إما «آرِيّ» (عرق) أو «غير آرِيّ»، في نفس الوقت أعلن الولاء للزعيم النازي أدولف هتلر. ثم أرسل قائمة بأسماء الذين رفضوا هذا الأخير إلى إدارة الجامعة التي فصلتهم عن عملهم. بلغت نسبة المفصولين حوالي 77 في المئة من مجموع هيئة التدريس، كان من بينهم ثلاثة حائزون على قائمة الحاصلين على جائزة نوبل. تم فصل كل أعضاء هيئة التدريس اليهود بهذه الطريقة،  مما يجعل بيرنكوب أول عميد لكلية الطب النمساوية يقوم بذلك.
بعد أربعة أيام من توليه منصب العميد، ألقى كلمة في كلية الطب أيد فيها نظريات وسياسات نظافة العرق النازي، وحث زملائه الأطباء على تنفيذها في تدريسهم ونمارساتهم.

## أطلس
في الوقت الذي تم تعيينه لأول مرة كمساعد هوكستيتر، بدأ بيرنكوبف وضع دليل تشريح غير رسمي للطلاب. واصل في وقت لاحق توسيعه، حتى أصبح شائعا بين مدرسي الجامعة والمجتمع الطبي النمساوي. عندما وصل إلى رتبة الأستاذية الكاملة، عرض عليه عقد ينص على توسيعه إلى كتاب قابل للنشر، وقبله بلهفة. كان عليه أن يقدن ثلاثة مجلدات.
بدأ بيرنكوبف أطلسه (أطلس بيرنكوبف) في سنة 1933. حيث عمل لمدة 18 ساعة يوميا في تشريح الجثث ودورات التدريس بالإضافة إلى الوفاء بمسؤولياته الإدارية، في الوقت ذاته كان فريق الفنانين منكبا على خلق الصور التي ستكون مستقبلا في الأطلس. وفقا لبعض الملاحظات التي كان يدونها فإن أيامه كانت تبدأ في الساعة 5 صباحا. 
في البداية، عمل أربعة فنانين (إريش ليبير، لودفيغ شروت، كارل إندتريسر وفرانز باتكي) مع بيرنكوبف. تعلم ليبير، الذي هو أول موظف لبيرنكوبف، من تلقاء نفسه بعد أن اضطر إلى قطع دراسته المعمارية في جامعة فيينا للتكنولوجيا بسبب وفاة والده، وهو ظرف مشابه إلى حد كبير لذلك الذي شكل الخيار المهني لبيرنكوبف.
أما الثلاثة الآخرون فقد كانو قد حصلوا على درجة معينة من التدريب المنهجي.  خارج هذه الأربعة، ساهم بعض الفنانين الآخرين في بعض الصور خلال السنوات الأولى للأطلس، معظمهم كان من أفراد الأسرة، مثل والد شروت وزوجة باتك.
نشر المجلد الأول من الأطلس في سنة 1937. لقد كان كبيرا بما فيه الكفاية لكي يتسع كتابين، واحد مخصص للتشريح بشكل عام، والآخر يغطي على وجه التحديد تشريح الصدر والعضلات الصدرية. بعد أربع سنوات، وفي سنة 1941 خرج مجلده الثاني، الذي كان هو الآخر يتطلب كتابين، عطى هذه المرة البطن والحوض وأطراف الحوض. 